# Умирающий и воскресающий зверь
Умирающий и воскресающий зверь — мифологический мотив о воскрешении и возвращении к охотнику убитого промыслового зверя, распространённый в культуре охотничьих народов, в особенности в Северной Америке.

## Содержание
По мнению английского этнографа Джеймса Фрэзера в традиционной культуре охотничьих народов имеет место вера в священную природу зверя, на которого они охотятся. Чаще всего объектом такой веры является медведь или кит. С помощью специального ритуала охотники стремятся умилостивить зверя и упросить присылать к людям своих сородичей. Советский этнограф В. Г. Богораз-Тан рассматривал эти миф и ритуал в качестве охотничьей параллели к земледельческому мифу об умирающем и воскресающем духе растительности. Согласно советскому этнографу С. А. Токареву, земледельческий культ умирающего и воскресающего бога основан на стремлении земледельца магией и умилостивительными ритуальными действиями повлиять на «демонов плодородия» («духов растительности»), в то время как охотники северных лесов и тундр так же старались обеспечить воспроизводство промыслового зверя. Предполагается, что охотничий миф значительно древнее земледельческого.

## Возникновение
Согласно Богораз-Тану и Токареву, в ритуал и миф об умирающем и воскресающем звере влились мифологические или социально-психологические мотивы: оборотничество; невеста в зверином или птичьем образе; брошенный людьми ребёнок, воспитанный зверями; тотемические представления о животном предке; рождение «медвежьего героя» от сношения женщины с медведем; подвиги «медвежьего героя», выступающего как культурный герой. Такие мотивы сближали человека с животным.

## Народы Сибири и Дальнего Востока
В культурах арктических охотников (береговых чукчей, коряков, эскимосов) одним из основных таких зверей был кит, местами — полярный медведь. Охота рассматривается как приход промыслового зверя «в гости» и считается его временной смертью, за которой следует отправка его в море и последующее воскресение, оживление и возвращение. Важный элемент так называемых китовых праздников составляли ритуальные формулы самооправдания, представляющие собой обращения к киту или белому медведю с просьбой не сердиться на людей и звать своих сородичей. Объектами промысловых культовых праздников были также нерпа и некоторые другие животные. Специальные обряды сопровождали употребление мяса в пищу. Остатки трапезы (кости, объедки, клочки шерсти и др.) тщательно собирали и бросали в море, что, согласно представлениям, оживляло животное.
Большинство таёжных охотничьих народов таёжной зоны считало самым страшным зверем и главным объектом данных мифа и ритуала бурого медведя. Ханты и манси каждое убиение медведя на промысле сопровождают умилостивительными действиями: «не мы тебя убили, а русские, которые сделали это ружье» и др.
Наиболее разработанным является ритуал «медвежьих праздников», проводившихся у народов нижнего Амура, острова Сахалин (нивхи, нанайцы, орочи, удэ и др.) и у японских айнов. В этих культурах имелся обычай выращивать пойманного в тайге медвежонка, оказывая ему различные знаки уважения. Позднее проводился торжественный «медвежий праздник», на котором в сопровождении знаков почёта медведя убивали.